# 잉창치
잉창치(應昌期, 1914년 ~ 1997년)는 중화민국의 사업가, 바둑 선수, 바둑 개발자이다. 잉씨배 세계 프로 바둑 선수권 대회의 창립자이며, 그가 만든 바둑 규칙인 잉씨룰이 있다.

## 약력
중국 절강성(浙江省)닝보시(寧波市) 자계현(慈溪縣, 현재 닝보시 강북구)에서 1914년 10월 23일 출생하였다. 자호상업학교(慈湖商校)에서 공부하였으며, 상하이(上海) 통원은행(统原银行) 경력도 있다.
복건성은행(福建省银行) 직원을 거쳐, 제2차 세계 대전 이후에는 대만은행(台湾银行)에서 총행영업부(總行营业部), 업무부 및 국외부 등의 경리(经理)를 거쳐 부총경리(副总经理), 대총경리(代总经理) 등을 역임하였다. 이후 여러 회사를 창업하였다. 타이완 타이베이시(台北市)에서 1997년 8월 27일 대만의 타이베이대학병원 입원 도중 방광 출혈로 인한 직장암으로 사망하였다.(향년 84세)

## 바둑 후원
잉창치는 타이완에서 잉창치기금회(應昌期基金會)를 설립하여 바둑 선수들을 후원한다. 1988년에는 4년마다 거행되는 잉씨배 세계 프로 바둑 선수권 대회(应氏杯世界职业围棋锦标赛)를 창립한다. 또한 당시의 바둑규칙이 완전하지 않다고 생각하고 잉씨룰을 만들었다.

## 같이 보기
- 응씨배 세계 바둑 선수권 대회